# Dolmen du col de l'Aubret
Le dolmen du col de l'Aubret, appelé aussi dolmen de Graniès, est situé sur la commune française de Monoblet, dans le département du Gard. 

## Description
Le dolmen a été endommagé par le prélèvement de dalles pour empierrer la route voisine. La chambre mesure 2 m de long sur 1,67 m de large. Le sol de la chambre est dallé. Avant fouille, l'entrée de la chambre était fermée par deux dalles verticales fixes séparées par un accès de 0,65 m de large bouché par des pierrailles. Toutes les dalles sont en calcaire.

## Matériel archéologique
Le dolmen a été fouillé une première fois en 1884 par A. Jeanjean de manière superficielle et une seconde fois au début du XXe siècle par le lieutenant Gimon et le docteur Camichel. Jeanjean y recueillit des fragments de poterie noire, un racloir en silex, une plaquette métallique et des ossements humains attribués à deux individus distincts. La fouille de Gimon et Camichel permit de recueillir un matériel archéologique plus important dont une grande quantité d'ossements humains et plus de 500 dents, une aiguille en bronze, des fragments de poterie rouge à pâte grossière et dégraissant à grains de feldspath et de nombreux éléments de parure. Les éléments de parure sont constitués par une grande quantité de perles (31 en stéatite, 25 en aragonite, une centaine en craie), une pendeloque en calcaire, une bague et plusieurs fragments de bagues en bronze. L'ensemble indique que le dolmen a été utilisé comme ossuaire à plusieurs reprises (plus de 20 individus inhumés) et à des périodes distinctes.